# Suas Digitais
Suas Digitais é uma canção da cantora brasileira Fernanda Brum, com composição de Anderson Freire. Foi lançada como single nas plataformas digitais em 8 de janeiro de 2015 e foi o primeiro single da cantora para o álbum "Da Eternidade".

## Antecedentes
Para escolher a música de trabalho do novo CD houve votação no Instagram entre três canções: Suas Digitais, Efésios e Troféu.
"Suas Digitais" foi escolhida como single do CD, não pelo público, mas provavelmente por ser composição de Anderson Freire e os últimos sucessos da gravadora MK Music e do cenário gospel serem de grande parte dele.

## Repercussão
A videoletra da canção tem 5 milhões de visualizações, e o clipe ao vivo gravado em Israel tem 10 milhões de visualizações, já no Spotify a canção tem quase 5 milhões de streams.

## Videoclipe
"Suas Digitais" recebeu um clipe ao vivo com a gravação  de Ao Vivo em Israel no dia 13 de outubro  de 2016, o clipe já conta com mais de 10 milhões visualizações no YouTube.

## Lista de faixas
| Streaming e download digital |                            |                 |         |  |
| N.º                          | Título                     | Compositor(es)  | Duração |  |
| 1.                           | "Suas Digitais"            | Anderson Freire | 4:50    |  |
| 2.                           | "Suas Digitais (Playback)" | Anderson Freire | 4:50    |  |